# 792 Metcalfia
792 Metcalfia eller 1908 ZC är en asteroid i huvudbältet, som upptäcktes 20 mars 1907 av den amerikanske astronomen Joel Hastings Metcalf i Taunton. Den har fått sitt namn efter sin upptäckare.
Asteroiden har en diameter på ungefär 61 kilometer.